# Primo Carnera
Primo Carnera, född 25 oktober 1906 i området Sequals i nordöstra Italien, död 29 juni 1967 i Sequals, Italien, var en italiensk professionell boxare och brottare, världsmästare i tungviktsboxning 1933-1934. 
Av reklamskäl var italienaren utmålad som den dittills längste världsmästaren med 204 cm. Carneras riktiga längd var dock "endast" 197 cm och då några cm kortare än ex-mästaren Jess Willard.

## Idrottskarriär

### Världsmästare i boxning

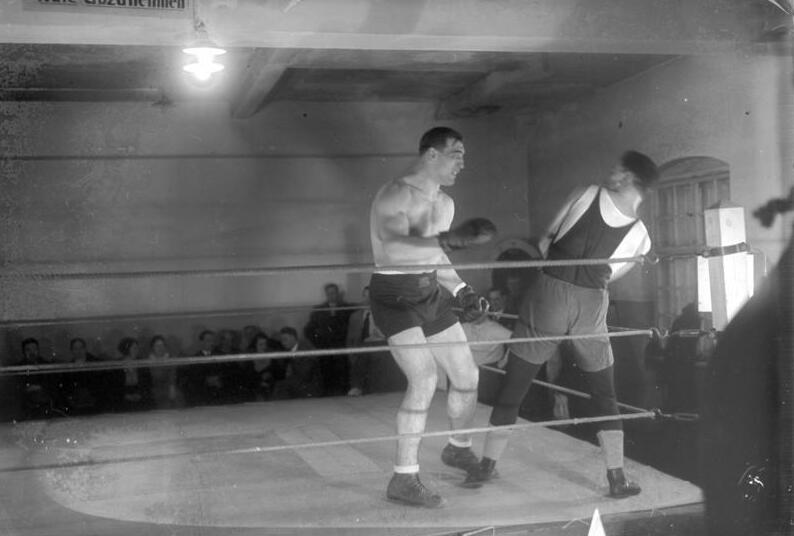
Carnera till vänster i ringen

Carnera blev världsmästare i tungviktsboxning när han 29 juni 1933 i Madison Square Garden, New York besegrade mästaren Jack Sharkey på knockout i rond 6. Efter två lyckade titelförsvar förlorade han sedan titeln till Max Baer på samma plats han vann den; i Madison Square Garden. Domaren bröt matchen i rond 11 då italienaren inte längre ansågs kunna försvara sig.
Carnera är med sina 71 vinster (vissa källor anger dock 69) på knockout den tungviktsmästare med flest KO-segrar under sin karriär.

### Framgångsrik i en ny ring
År 1946 återupptog Carnera sin karriär som brottare (han hade i unga år rest runt med en cirkus i Frankrike och där varit en stor attraktion) och blev genast en stor kassasuccé. Han vann i sin debut den 22 augusti 1946 när han besegrade Tommy O'Toole i Kalifornien och under några år var han en av de största dragplåstren inom brottningen. I november 1946 slog Carnera Harry Kruskamp och förblev därmed obesegrad med 65 raka vinster. Han gick totalt 120 raka matcher (119-0-1) innan han led sitt första nederlag, mot Yvon Robert i Montreal, Kanada 20 augusti 1947. Den amerikaniserade Carnera fortsatte sedan att vara en attraktion ända in på 1960-talet. 
Carneras största brottningsseger kom den 7 december 1947 när han besegrade förre tungviktsvärldsmästaren Ed "Strangler" Lewis.

## Utanför ringen

### Filmkarriär
Carnera dök upp i en kortfilm 1931 och hade sedan en roll som sig själv i 1933 års film The Prizefighter and the Lady där han spelade mot boxningskollegan Max Baer som bara året efter filmens utkommande tog tungviktskronan från italienaren. Carnera syntes sedan i många italienska filmer under perioden 1939 till 1942 och gjorde också ett inhopp som sig själv i Mighty Joe Young (1949). Tillbaka i Hollywood agerade han i ett antal filmer, varav en film från 1955, A Kid for two Farthings, blev kritikerrosad.

### Privatliv
Den 13 mars 1939 gifte sig Carnera med en Giuseppina Kovacic, varefter hennes efternamn ändrades till "Cavazzi" på grund av den fascistiska regimen. Paret lämnade Italien och år 1953 blev de båda amerikanska medborgare. De bosatte sig i Los Angeles där Carnera öppnade en restaurang och en spritbutik. De fick två barn, varav en blev läkare.
Carnera dog 1967 i sin hemstad av en kombination av leversjukdomar och komplikationer av diabetes.

### Webbsidor
- Carnera på boxrec.com